# SN 2005au
SN 2005au – supernowa typu II odkryta 19 marca 2005 roku w galaktyce NGC 5056. W momencie odkrycia miała maksymalną jasność 15,80m.